# Bombarda da 240 mm
La Bombarda da 240 mm era una bombarda derivata dal Mortier de 240 mm francese ed utilizzata dal Regio Esercito Italiano durante la prima guerra mondiale.

## Storia
Il mortaio da trincea venne realizzato in versione a canna corta "CT Mle 1915" e successivamente con canna allungata, denominata "240 LT Mle 1916". L'arma fu acquistata in entrambe le versioni dal Regio Esercito quando il Regno d'Italia ancora non era entrato in guerra. Le due versioni vennero denominate rispettivamente "Bombarda da 240 C" e "Bombarda da 240 L" e prodotte su licenza dalla Vickers-Terni. In particolare quest'ultima fu in assoluto la più prodotta ed utilizzata sul fronte italiano, ridenominata durante la prima guerra mondiale "Bombarda da 240/12". Venne realizzata una terza versione con canna allungabile in caso di necessità tramite l'aggiunta di una sezione di tubo, imbullonata alla volata.
Nel febbraio del 1916 il Ministero della Guerra costituì appositamente una nuova specialità dell'Arma di artiglieria, il Corpo dei Bombardieri, con gruppi pluricalibro equipaggiati con bombarde da 240 L, 240 C e 58. La batteria da 240 mm, su 4 sezioni da 2 armi ciascuna aveva un organico di 7 ufficiali, 215 uomini di truppa, 62 quadrupedi, 8 bombarde, un carro bagaglio, 26 carrette da battaglione e 4 biciclette ed era al comando di un capitano di artiglieria o di cavalleria. Alla fine del 1916 risultavano in servizio 510 bombarde da 240 mm.
Tra le due guerre alcune bombarde da 240/12, considerate ormai obsolete, vennero fornite al Montenegro. Tuttavia all'entrata dell'Italia nel secondo conflitto mondiale nel 1940, risultavano negli arsenali del Regio Esercito ancora 334 pezzi, schierati in forza alla Guardia alla frontiera ai confini con Francia e Jugoslavia.

## Tecnica
La canna era incavalcata su affusto rigido, con congegno a dentiera per l'elevazione e perno di rotazione che ne consente il brandeggio in tutte le direzioni. L'affusto ruotava su una piattaforma metallica poggiata su un paiolo di travi di legno. La bomba da 67 chilogrammi, con circa 30 chilogrammi di carica esplosiva, dotata di alette di stabilizzazione, veniva inserita nella canna dalla volata, mentre la carica di lancio in balistite veniva caricata dalla culatta a cassetto. La gittata, di circa 1 km per la versione C, saliva fino a 2 km nelle versioni L e A.